# شون فون بيرغ
شون فون بيرغ (16 سبتمبر 1986 - ) (بالإنجليزية: Shaun von Berg)‏ هو لاعب كريكت جنوب أفريقي.